# Ana Maiques
Ana Maiques (Valencia, 1972) es una economista española, investigadora y emprendedora, CEO de Neuroelectronics. 

## Biografía
Se graduó en Ciencias Económicas en la Universidad de Barcelona. MBA en la Universidad Metropolitana de Londres. Ha completado el programa de gestión avanzado de la IESE Business School.

### Trayectoria profesional
En 2001, quebró Starlab, la empresa belga en la que trabajaba, y esa quiebra fue una gran enseñanza. Esta empresa tenía una filial en Barcelona. De ahí surgió la cofundación de la que sería empresa matriz Starlab, y su función como directora ejecutiva y CEO. En 2011 también fue cofundadora y CEO de Nanoelectronics, empresa centrada en la investigación tecnológica sobre el sector espacial y el de la neurociencia, siendo el nexo de unión, el procesamiento de datos.
Destacó como investigadora y empresaria europea. Formó parte de un equipo de personas científicas e innovadoras, investigando  en el desarrollo de nuevas tecnologías para ayudar a pacientes con enfermedades neurológicas.  En 2014, recibió un premio  europeo de mujeres innovadoras.
En el año 2019, Maiques fue seleccionada para formar parte del primer grupo asesor del Consejo Europeo de Innovación (EIC).

## Premios y reconocimientos
- 2010. Nominada como una de la emprendedoras  españolas más influyente de  menos de 40 años.[13]
- 2014. Mujer Innovadora Europea del Año.[14][15]
- 2014. Nombrada como una de las mujeres más inspiradoras en la ciencia de Europa.[8][16]
- 2016. Una de la 75 mujeres de referencia en España.[17]
- 2019. Seleccionada para formar parte del primer grupo asesor del Consejo Europeo de Innovación (EIC).[18][19]
- 2019. Becaria de la fundación Henri Termeer.[18][20]
- 2023. Women Startup Awards Categoría Disrupción.[21]